# Carnal Forge
Carnal Forge je švedski melodični death/thrash metal sastav.

## Povijest sastava
Osnovali su ga 1997. godine Jari Kuusisto i Stefan Westerberg, te su ga nazvali prema pjesmi sastava Carcass. Svoj debitantski studijski album Who's Gonna Burn objavljuju 1998., nakon čega potpisuju za izdavačku kuću Century Media za koju objavljuju album Firedemon, te kreću na europsku turneju sa sastavima The Haunted i Nile. Iduće albume, Please... Die! i The More You Suffer objavljuju 2001. i 2003., te Aren't You Dead Yet? 2004., nakon kojeg sastav napušta Jonas Kjellgren. Na njihovom šestom, ujedno i zasada posljednjem Testify For My Victims iz 2007. pjevao je Jens C. Mortensen, koji nakon toga također napušta sastav te ga je zamjenjivao Peter Tuthill do 2010., kada sastav privremeno prestaje s radom. Ponovno su se okupili 2013. godine, s novom "starom" postavom: Jari i Lars Kuusisto, Lindén, Mortensen te novi bubnjar Lawrence Dinamarca, te u travnju 2014. objavljuju EP When All Else Fails.

## Članovi sastava
Sadašnja postava
- Jari Kuusisto - gitara (1997. – 2007., 2013.-)
- Lars Lindén - bas-gitara (2001. – 2010., 2013.-)
- Petri Kuusisto - gitara (2001. – 2010., 2013.-)
- Jens C. Mortensen - vokal (2004. – 2007., 2013.-)
- Lawrence Dinamarca - bubnjevi (2013.-)

Bivši članovi
- Dennis Vestman - bas-gitara (1997. – 2000.)
- Stefan Westerberg - bubnjevi (1997. – 2010.)
- Johan Magnusson - gitara (1997. – 2001.)
- Jonas Kjellgren - vokal (1997. – 2004.)
- Dino Medanhodžić - gitara (2008. – 2010.)
- Peter Tuthill - vokal (2008. – 2010.)
- Christofer Barkensjö - bubnjevi (2010.)

## Diskografija
Studijski albumi
- Who's Gonna Burn (1998.)
- Firedemon (2000.)
- Please... Die! (2001.)
- The More You Suffer (2003.)
- Aren't You Dead Yet? (2004.)
- Testify for My Victims (2007.)

EP
- When All Else Fails (2014.)

Vidografija
- Destroy Live (2004.)

## Vanjske poveznice
- Službena Myspace stranica